# Daine Klate
Daine Marcelle Klate (ur. 25 lutego 1978 w Port Elizabeth) – południowoafrykański piłkarz występujący na pozycji pomocnika.

## Kariera klubowa
Klate karierę rozpoczynał w 2004 roku w zespole Supersport United FC z ligi PSL. W 2005 roku zdobył z klubem Puchar RPA, a w latach 2008, 2009 oraz 2010 wywalczył z nim mistrzostwo RPA. Przez 6 lat w barwach Supersport rozegrał 138 spotkań i zdobył 29 bramek. W 2010 roku odszedł do innego zespołu PSL, Orlando Pirates. W 2011 roku zdobył z nim dublet, czyli mistrzostwo i puchar kraju. W 2012 roku wraz z klubem ponownie wywalczył mistrzostwo RPA. W 2014 roku zdobył Puchar RPA. W 2015 roku odszedł do Supersport United, a latem 2015 został zawodnikiem Bidvest Wits FC. W sezonie 2016/2017 został z nim mistrzem kraju. W latach 2018–2019 występował w Chippa United FC, w którym zakończył karierę.

## Kariera reprezentacyjna
W reprezentacji RPA Klate zadebiutował w 2005 roku. W tym samym roku został powołany do kadry na Złoty Puchar CONCACAF. Od 2005 do 2016 wystąpił w kadrze narodowej 14 razy.